# Абрамович, Игнатий Якимович
Игна́тий Яки́мович Абрамо́вич (пол. Ignacy Abramowicz; 29 июля 1793, Варшава — 4 июня 1867, там же) — генерал-лейтенант Российской империи, варшавский обер-полицмейстер.

## Биография
Происходил из знатного польского шляхетского рода (герба Любич, по другим данным — герба Ястржембец). Получил домашнее образование, благодаря которому знал арифметику, географию и историю, владел русским, французским и итальянским языками.
В 1809—1815 годах служил в армии Варшавского герцогства: 16-летним юношей смог пройти через границу в австрийскую Подолию, где вступил в 13-й гусарский полк; 25 марта 1811 года, после галицийской кампании, был произведён в подпоручики. С началом войны 1812 года со своим полком вступил в Литву и вскоре с Домиником Монюшко и своим братом Николаем сформировал полк конных стрелков (позднее — 21-й полк конных стрелков), в котором 14 сентября 1812 года стал майором и через девять дней — подполковником. Участвовал в боях 1813 и 1814 годов, удостоен орденов.
Некоторое время жил во Франции, где женился на баронессе Matylda de Mayllan (? — 1858). Вернувшись в Польшу, 16 декабря 1815 года вышел в отставку, после чего жил в Вильне, где основал в 1818 году масонскую ложу «Школа Сократа».
13 марта 1827 года принят в русскую армию прапорщиком Серпуховского уланского полка, что вызвало широкое возмущение в польском обществе, в том числе презрительную оценку Мицкевича.
Участвовал в русско-турецкой войне 1828—1829 годов, за боевые подвиги, в частности, при взятии Карса, удостоен орденов; произведён в поручики, затем в ротмистры. Находясь вначале в немилости у И. Ф. Паскевича, происками втёрся к нему в доверие, «…занимался ложными доносами»; И. Я. Абрамовичу приписывается роль в опале начальника штаба Паскевича графа Д. Е. Остен-Сакена; о его трусости и наушничестве говорит М. И. Пущин в своих воспоминаниях.
С 15 декабря 1829 по 1833 год служил адъютантом у графа И. Ф. Паскевича. В 1830 году переведён в лейб-гвардии Уланский полк, участвовал в боевых действиях на Кавказе. В польской войне 1831 года, в частности, преследовал отступавших инсургентов до прусской границы, за что был награждён «почётным знаком».
С 4 сентября 1835 года, при содействии Ф. И. Паскевича, командовал Варшавским жандармским дивизионом с одновременным производством в полковники. 1 января 1844 года произведён в генерал-майоры, 6 декабря 1853 года — в генерал-лейтенанты. В 1844—1851 и 1861—1862 годах — обер-полицмейстер Варшавы; в 1854—1862 годах — генерал-полицмейстер армии, действующей в Царстве Польском.
Соотечественники заслуженно ненавидели его за злоупотребления; «идеальный шпион» (по определению российского мемуариста), типичный образец ренегата эпохи Паскевича, И. Я. Абрамович, напуганный в 1861 году враждебными демонстрациями молодёжи в Варшаве, попросил отставку, однако, с сохранением жалования; учитывая общественное мнение, наместник А. Н. Лидерс принял отставку 17 января 1862 года.
Одновременно возглавлял Управление императорскими дворцами в Царстве Польском (1839—1867) (в том числе заведовал Лазенковским и Бельведерским дворцами в Варшаве в 1855—1866 годах), управлял Ловичским княжеством (1851—1859), был также председателем Дирекции Варшавских государственных театров (1842—1862).
С 1858 года как главнозаведующий конторой Лазенковского дворца участвовал в покупке померанцев для оранжереи Таврического дворца. Составив подробную опись с расчётом издержек, он последовательно добивался очередных затрат (50 000 р. — чтобы возвести новое здание для растений в Лазенковском дворце; 60 000 р. — для замены кадок и испорченных растений; сумма для сооружения особенных возов, чтобы доставить деревья в Данциг; сумма для постройки новых кораблей; сумма на строительство железной дороги, так как перевозка по морю оказалась якобы невозможной; сумма на перестройку оранжерей Таврического дворца), но померанцы за 8 лет так и не были доставлены в Петербург и в 1866 году были размещены в Лазенковском дворце.
Был состоятельным человеком, владел недвижимостью в Ворнянах, которая при разделе в 1811 году досталась его брату Николаю, после смерти которого в 1835 году перешла к нему по наследству. Занимая одновременно несколько должностей, получал по каждой из них денежное содержание (например, как управляющий дворцами — 2000 рублей, управляющий театром — 1500 рублей, обер-полицмейстер Варшавы — 3750 рублей, управляющий Ловичским княжеством — 3000 рублей).
Умер бездетным в Варшаве; похоронен в Вильне.

### Семья
Отец — Иоахим Абрамович (пол. Joachim Abramowicz; 1750 — ?).
Жена — баронесса Matylda de Mayllan (? — 1858).

## Награды
в армии Варшавского герцогства
- орден «Virtuti Militari» 4-й степени
- кавалер ордена Почётного легиона (10.08.1813)
- офицер ордена Почётного легиона (05.11.1813)[5]

в Русской императорской армии
| - орден Святой Анны 3-й степени с бантом (1828) - орден Святого Владимира 4-й степени с бантом (1828) - столовых денег по 2000 руб. с 1835 г. (1836) - польский знак отличия за военное достоинство 4-й степени (1838) - орден Святого Владимира 3-й степени (1838) - 1500 десятин земли (1841) - единовременно 150 червонцев (1844) - орден Святого Станислава 1-й степени (1845) - табакерка с вензелем Императора (1846) - орден Святой Анны 1-й степени с мечами (1849) - орден Святого Георгия 4-й степени за 25 лет выслуги (26.11.1849) - знак отличия беспорочной службы «XX лет» (1850) - Императорская корона к ордену Святой Анны 1-й степени с мечами (1851) - табакерка с бриллиантами и вензелем Императора (1852) - орден Святого Владимира 2-й степени с мечами (26.05.1856) - орден Белого Орла (1860) | иностранные - Орден Святого Григория Великого большой крест (Папская область) - австрийский орден Железной короны 1-й степени (1849) - золотая табакерка с бриллиантами и вензелем Императора Австрийского (1850) - табакерка с бриллиантами и вензелем Императора Австрийского (1853) - большой крест нидерландского ордена Дубовой короны (1854) - саксен-веймарнский орден Белого Сокола (1859) - прусский орден Красного орла 2-й степени со звездой - прусский орден Красного орла 1-й степени (1860). |